# 聖盧西亞 (米納斯吉拉斯州)

聖盧西亞是巴西的城市，位於該國東南部，距離貝洛奧里藏特約20公里，由米納斯吉拉斯州負責管轄，面積234平方公里，海拔高度751米，受熱帶氣候影響，2011年人口204,327。